# Happy Hippie Foundation

Das Logo der Happy Hippie Foundation

Die Happy Hippie Foundation ist eine gemeinnützige Organisation, die es zum Ziel hat, junge Menschen im Kampf gegen ungerechte Behandlung zu unterstützen. Dabei liegt der Fokus besonders auf leicht verwundbaren Gruppen, wie unter anderem Obdachlosen, Homosexuellen und Bisexuellen. Die Organisation wurde am 17. September 2014 von der US-amerikanischen Sängerin Miley Cyrus gegründet.

## Geschichte
Die Organisation wurde gegründet, nachdem Cyrus mit My Friend’s Place, einer Organisation zur Unterstützung von obdachlosen Jugendlichen, zusammengearbeitet und bei den MTV Video Music Awards 2014 einen solchen ihren Preis für das beste Video des Jahres annehmen und eine Rede halten lassen hatte. Am 5. Mai 2015 wurde die Happy Hippie Foundation offiziell vorgestellt. Am selben Tag wurde zudem Cyrus’ Projekt „Backyard Sessions“ vorgestellt, bei dem sie mit anderen Sängerinnen und Sängern in ihrem Garten Musikvideos aufnahm. Die aufgenommenen Lieder sind Coverversionen von Liedern, die die Schwerpunkte der Organisation thematisieren.

## Projekte

### Backyard Sessions
Bei den Backyard Sessions spielte Cyrus in ihrem Garten verschiedene Coverversionen von Titeln, die in Verbindung mit der Thematik der Happy Hippie Organisation stehen. Sie wurden Anfang 2015 im Garten von Cyrus’ Haus in Los Angeles aufgenommen und vom 5. bis zum 18. Mai 2015 auf Facebook und später Vevo präsentiert. Cyrus sang dabei unter anderem gemeinsam mit Joan Jett, Laura Jane Grace, Melanie Safka und Ariana Grande.

### #InstaPride
Das Projekt #InstaPride diente dazu, dass Menschen der von der Organisation angesprochenen Gruppen ihre Geschichten erzählen konnten. Dazu wurde das soziale Netzwerk Instagram genutzt, bei welchem sich unter dem Hashtag #InstaPride eine Sammlung solcher Geschichten finden lässt.